# Maksim Molokoyedov
Maksim Alekseyevich Molokoyedov (Максим Алексеевич Молокоедов) (San Petersburgo, Rusia, 24 de diciembre de 1987) es un futbolista ruso. Juega como delantero. 

## Trayectoria
Con pasos en segunda y tercera división profesional en su país natal, las circunstancias de la vida lo llevaron a ser condenado a 3 años y 1 día por narcotráfico en Chile. Luego de 23 meses de condena es descubierto por el exjugador Frank Lobos, quien lo recomendó al club Santiago Morning, quienes hicieron todos los esfuerzos para llegar a un acuerdo con Gendarmería de Chile para que este «crack» (según palabras del propio Lobos) pudiera unirse a las filas del elenco bohemio. Esto se concreta en julio de 2012, transformándose así en el primer jugador ruso en la historia del fútbol chileno.
El sábado 28 de julio debutó con la camiseta microbusera en un amistoso con  Palestino, en el cual anotó los dos tantos de su equipo en el partido que terminó igualado.
El jueves 25 de julio de 2013 se dio a conocer públicamente la noticia de que, luego de un viaje a Rusia por vacaciones, no volvería a Chile ya que decide establecerse permanentemente en su país natal para continuar una antigua relación sentimental con su vecina de juventud e intentar jugar para Rusia profesionalmente.

## Clubes
| Club                      | País  | Año         |
| ------------------------- | ----- | ----------- |
| FC Dynamo San Petersburgo | Rusia | 2006 - 2007 |
| FC Pskov-747 Pskov        | Rusia | 2009        |
| Santiago Morning          | Chile | 2012 - 2013 |
| FC Trevis & VVK           | Rusia | 2013 -      |